# Harpullia pendula
Harpullia pendula là một loài thực vật có hoa trong họ Bồ hòn. Loài này được Planch. ex F. Muell. mô tả khoa học đầu tiên năm 1859.

## Hình ảnh

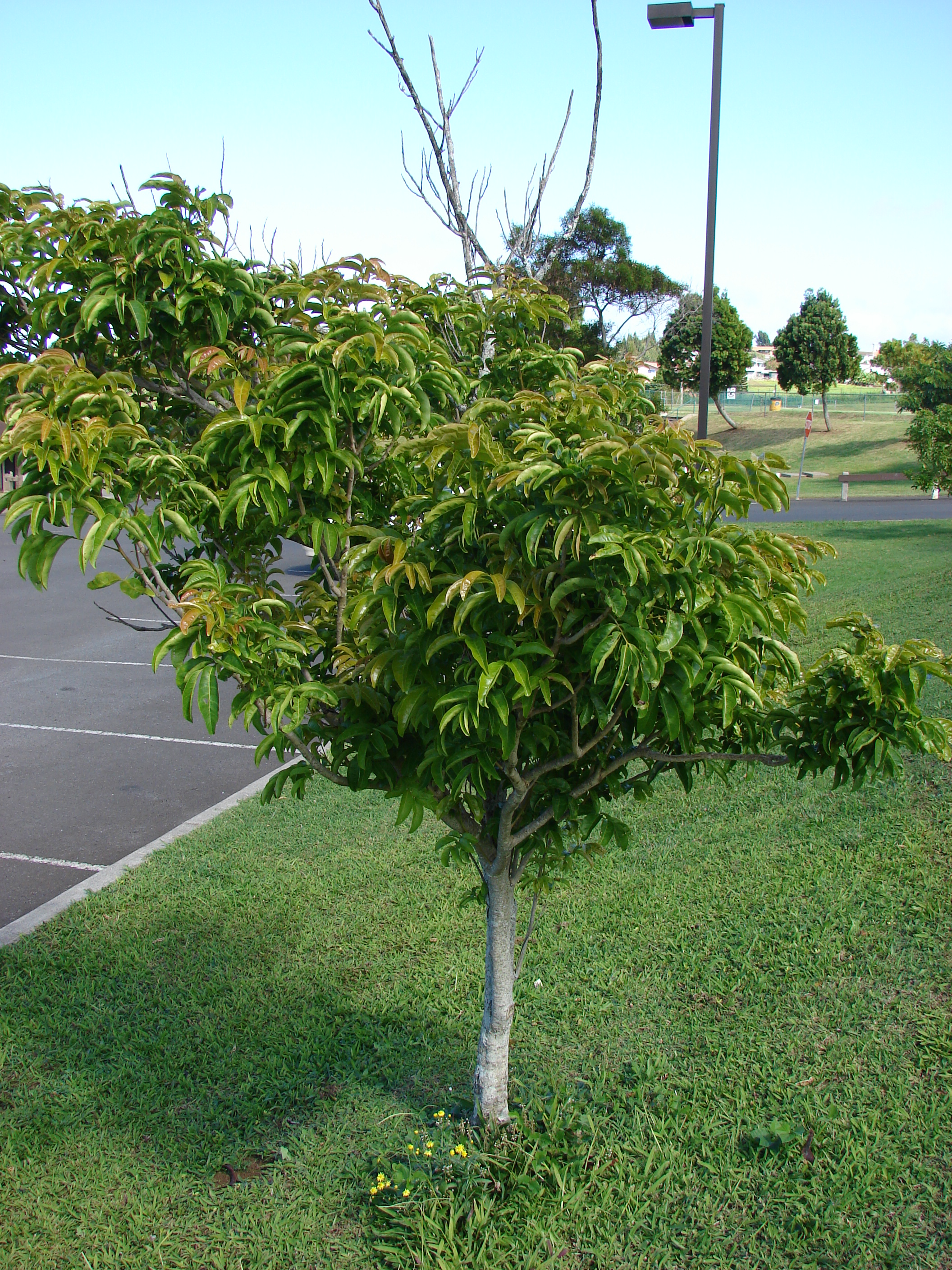
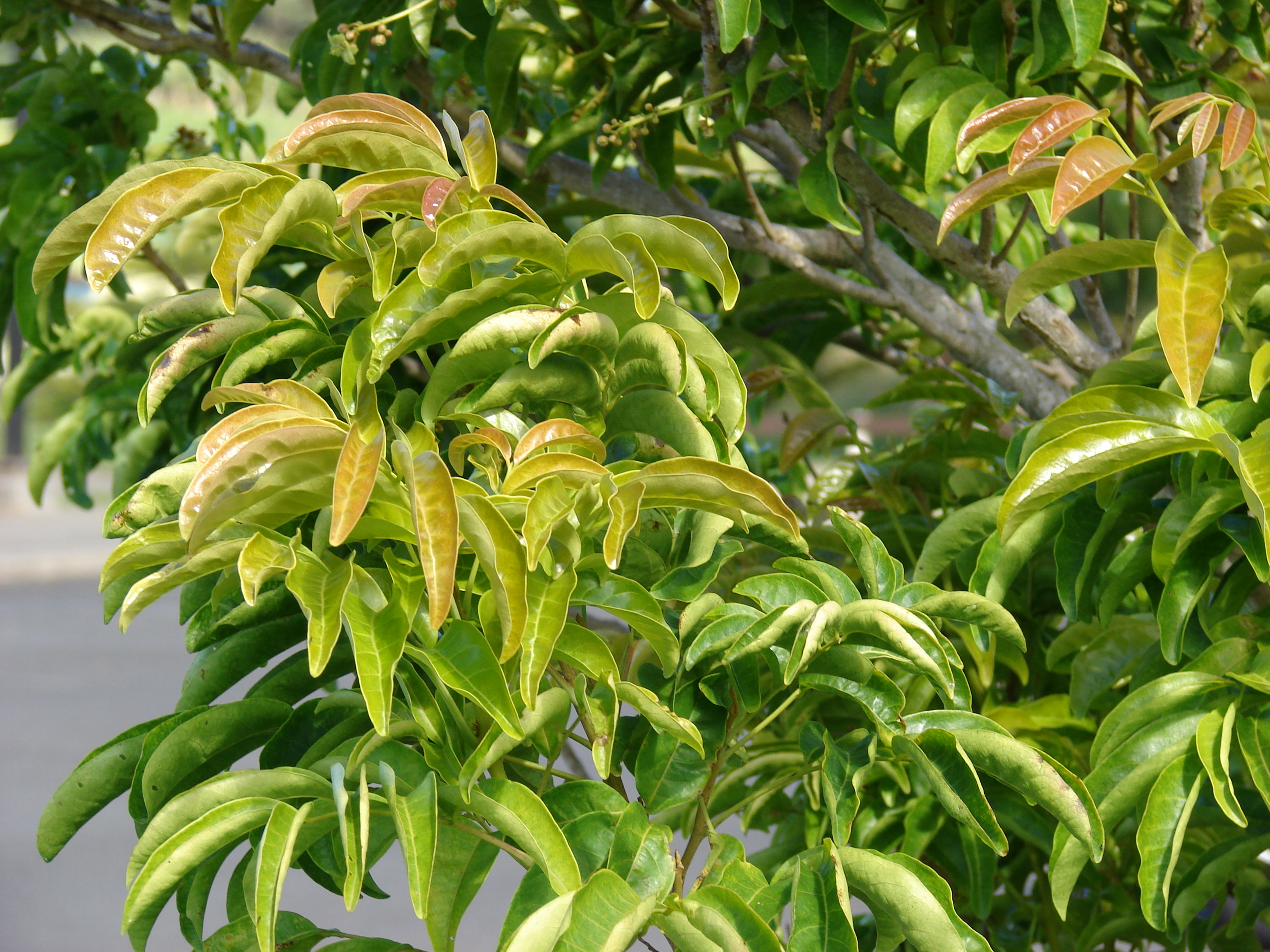
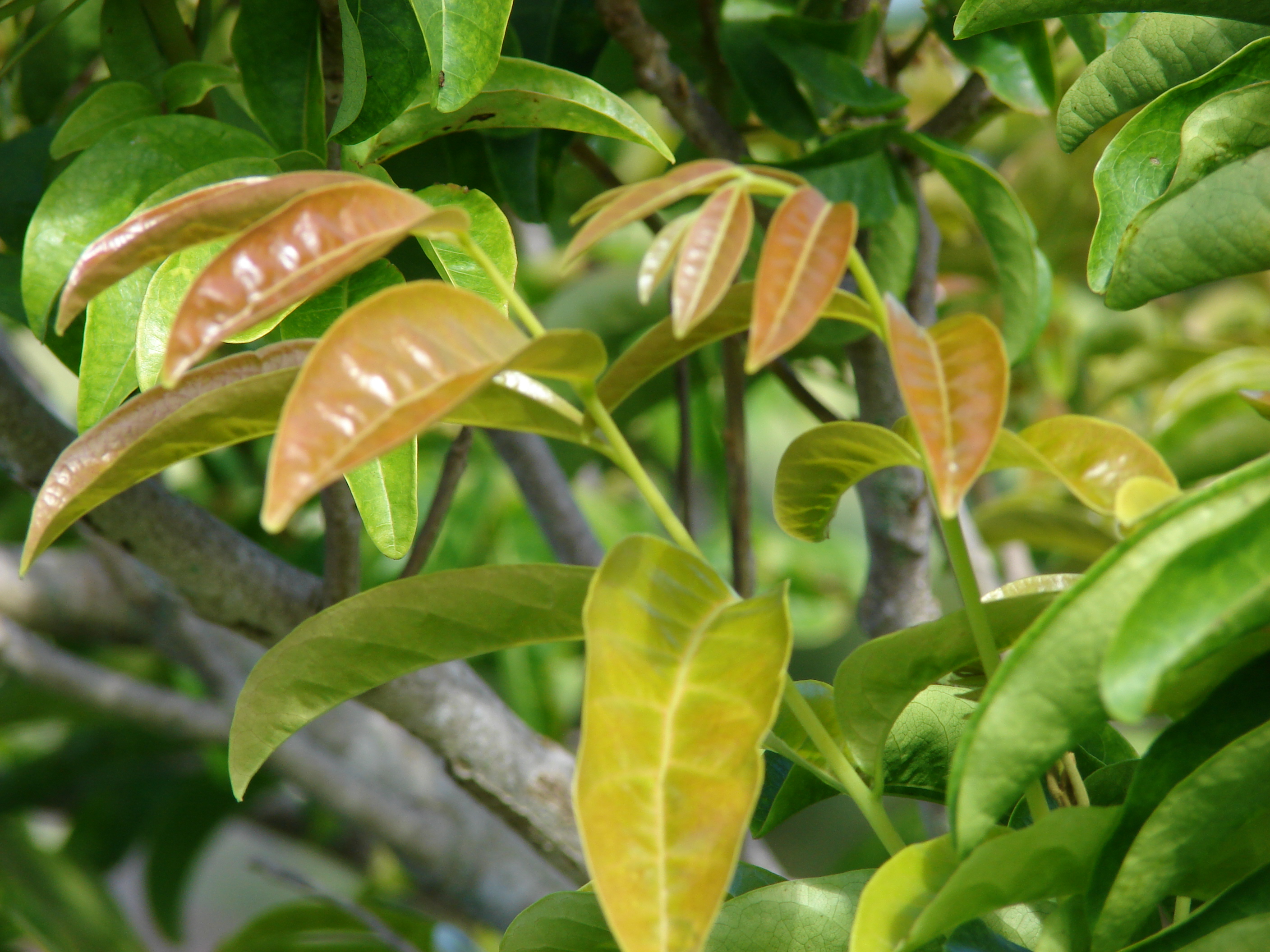
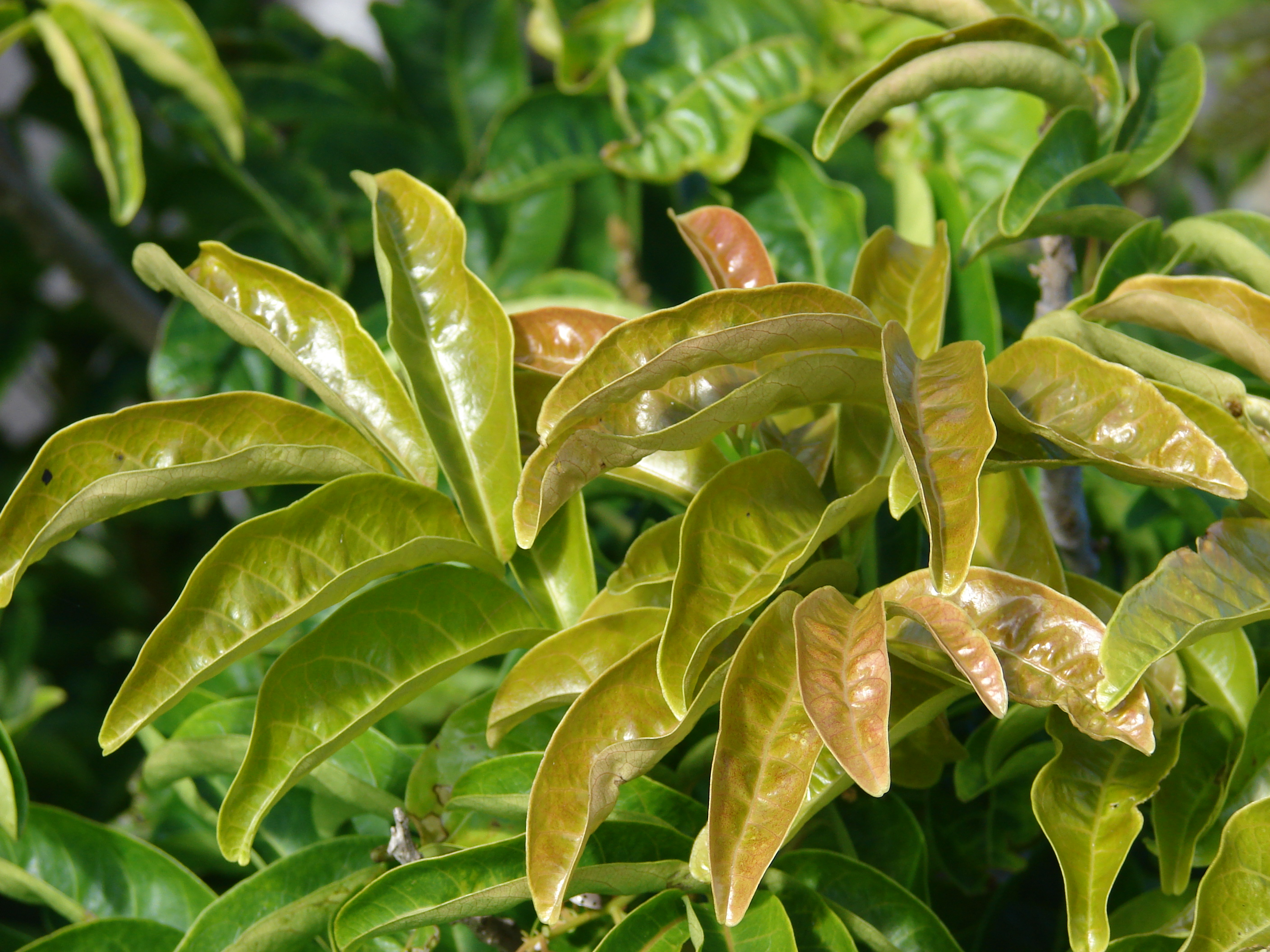